# Костопільський районний краєзнавчий музей
Косто́пільський райо́нний краєзна́вчий музе́й — районний краєзнавчий музей у місті Костопіль Рівненської області, зібрання матеріалів і предметів з природи, історії та етнографії, сьогодення Костопільщини.
Музей розташований у центрі міста за адресою: вул. Грушевського, 17, м. Костопіль—35000 (Рівненська область), Україна.

## З історії закладу
Краєзнавчий музей у Костополі було засновано 1979 року на громадських засадах.
Від 1992 року заклад підпорядкований відділу культури й туризму Костопільської райдержадміністрації, відтак є державним закладом.
Костопільський районний краєзнавчий музей є освітньо-виховним закладом, що покликаний не тільки збирати й зберігати, а й досліджувати та пропагувати матеріальні й духовні надбання минулого й сучасності. Чимало років його очолює знаний місцевий краєзнавець Анатолій Феодосійович Вакулка.
Протягом року в музеї експонується до 10 тематичних виставок, в тому числі пересувні.

## Експозиція
Експозиція Костопільського районного краєзнавчого музею складається з декількох зал:
- «Природа рідного краю» — окремі стенди-вітрини корисних копалин району, гербарії бл. 50 рослин, що мають лікувальні властивості, зразки злакових культур, овочів і фруктів; вітрина з птахами, які живуть у районі. Значними й пізнавальними експонатами є діорами «Річка і луг» та «Ліс».
- «Інтер'єр поліської хати» — присвячений побуту місцевих жителів кінця XIX — поч. XX ст.ст. Окрема вітрина «Ткацтво» знайомить відвідувачів з одним із найпоширеніших видів зайнятості населення — ткацтвом. Експонати відтворюють повний процес виготовлення тканини.
- «З глибини століть» (археологія) — знайомить із знаряддями праці доісторичних предків: тут представлені і крем'яні рубила, скребки, серпи, проколки, кам'яні сокири з отворами, зернотертка, фрагменти глиняного посуду, деякі бронзові вироби. Археологічна карта району надасть інформацію про ті населені пункти, де були знайдені речі різних періодів кам'яної та мідно-бронзової доби на території Костопільського району. Численні фотографії на стенді наочно демонструють, як ведуться археологічні розкопки на місцевості.
- «Костопільщина з IX ст. по 1921 р.» — тут представлено також чимало етнографічних матеріалів, крім того, архівні документи й окремі предмети, що присвячені історичному розвитку Костопільщини впритул до сучасності.
- «Костопільщина сьогодні» — фактично є рекламною виставкою продукції місцевих підприємств і підприємців.

Окремою експозицією музею є виставка просто неба перед будинком закладу «Військова техніка періоду Другої світової війни», яка нараховує 17 експонатів. Тут представлені: танк ІС-3, реактивний міномет БМ — 13 «Катюша», автоматична зенітна установка, протитанкова гармата 45 мм, гаубиця 203, зенітна гармата КС — 19, гармата — 75 мм, ІСУ — 152, міномети, вантажівка «УралЗіс — 5» вантажністю 1,5 т та ін.
В окремій залі, де проходять тематичні виставки, зазвичай виставлені картини місцевих митців.